# Mexico International 1949
Die Mexico International 1949 im Badminton fanden in Mexiko-Stadt statt. Ernesto Villareal gewann zwei Titel. Mixed und Damendoppel wurden nicht ausgetragen.

## Titelträger
| Disziplin    | Sieger                        |
| ------------ | ----------------------------- |
| Herreneinzel | Ernesto Villareal             |
| Dameneinzel  | Margaret Varner               |
| Herrendoppel | Ernesto Villareal Ruben Mejia |
| Damendoppel  | nicht ausgetragen             |
| Mixed        | nicht ausgetragen             |